# Tony Martin (darter)
Tony Martin (Ellesmere Port, 10 mei 1981) is een Engelse darter die uitkwam voor de BDO, PDC en WDF.

## Resultaten op Wereldkampioenschappen

### BDO
- 2005: Laatste 32 (verloren van Simon Whitlock met 1-3)

## Privé
Martin woont met zijn vrouw Anastasia Dobromyslova. Samen hebben ze een zoon.